# 로렌초 다 폰테

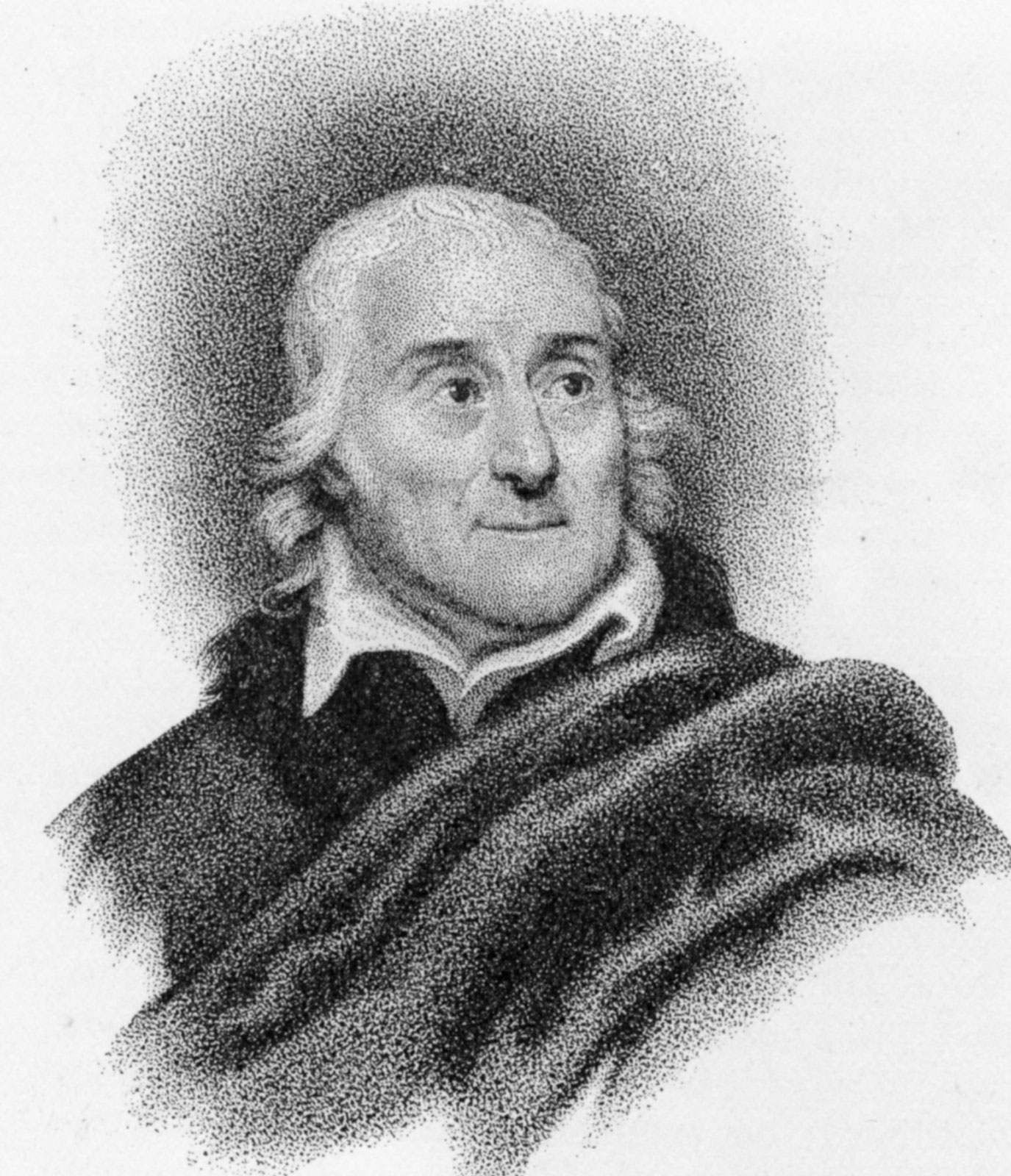
로렌초 다 폰테

로렌초 다 폰테(이탈리아어: Lorenzo Da Ponte, 1749년 3월 10일 ~ 1838년 8월 1일)는 이탈리아의 시인이자 극작가이다.

## 생애
본명은 에마누엘레 코넬리아노(Emanuele Conegliano)이다. 이탈리아 베네치아 근처의 유대계 집안에서 태어나 가톨릭 주교에게 입양되어 1763년 크리스트교로 개종하고 주교와 같은 이름으로 개명했다. 그는 같은 유대인 출신의 가톨릭 개종자 베츨라 남작의 집에서 볼프강 아마데우스 모차르트를 처음 만났다. 이후 로렌초는 안토니오 살리에리에게 작가로서의 능력을 인정받고 요제프 2세의 궁정극장에서 대본을 쓰게 되었다. 그는 모차르트에게서 보마르셰의 희곡 《피가로의 결혼》을 극으로 만들 수 없겠냐는 제의를 받고 그 즉시 수락했다. 1786년 발표된 《피가로의 결혼》의 성공으로 모차르트는 새로운 작품을 주문받았고 모차르트와 로렌초는 1787년 《돈 조반니》, 1790년 《코지 판 투테》에서 함께 작업했다.
1790년 요제프 2세의 죽음으로 빈을 떠난 로렌초는 1805년까지 런던에서 지내다 미국으로 건너갔고 콜롬비아 대학에서 이탈리아 문학을 가르쳤다. 말년에는 자신의 회상록을 집필했다.